# L.E. Volleys
Die L.E. Volleys sind ein Volleyballverein aus Leipzig. Der Verein ist bekannt durch seine erste Männermannschaft, welche zwischen 2010 und 2018 sowie zwischen 2019 und 2022 und seit 2023 in der 2. Bundesliga spielt bzw. spielte. Seit 2023 spielt zudem die erste Frauenmannschaft des Vereins in der Dritten Liga unter dem Namen Emplify Volleys Leipzig.

## Geschichte
Die L.E. Volleys entstanden 2009, als der VC Leipzig Insolvenz anmeldete. Ursprünglich als Auffanglösung für den Nachwuchs samt Landesstützpunkt und den Freizeitsport geplant, avancierten die L.E. Volleys letztlich doch zum Bundesligaverein, weil ihm die Spielrechte für die zweithöchste Klasse von der Deutschen Volleyball-Liga zugesprochen wurden. Einen direkten Zusammenhang oder eine wirtschaftliche Verflechtung zum ehemaligen VC Leipzig gibt es jedoch nicht, da es sich bei den L.E. Volleys um eine unabhängige Neugründung handelt. Direkt in den ersten Spielzeiten spielte die Mannschaft in oberen Tabellenregionen mit und konnte sich in den Spielzeiten 2010/11 und 2012/13 den Vizemeistertitel sichern. Zudem belegte man in der Saison 2011/12 den dritten Platz. In der Saison 2013/14 konnte sich die Mannschaft aus der Messestadt den Meistertitel in der Südstaffel der 2. Bundesliga sichern. Trotz der Platzierung verzichtete der Verein auf den Aufstieg, welchen die drittplatzierte Mannschaft TSV Herrsching wahrnahm.
In der Folge konnte die Mannschaft aus Leipzig die bisherigen Platzierungen nicht mehr bestätigen und belegte Plätze im Mittelfeld der Tabelle. In der Saison 2017/18 konnte die Mannschaft der L.E. Volleys nur drei Spiele gewinnen und beendete die Saison auf den vorletzten Platz. In der Folge stieg die Mannschaft in die Dritte Liga ab, wo sie in die Ost-Gruppe einsortiert wurden. Hinter dem Mitabsteiger GSVE Delitzsch und den VC Dresden belegte die Mannschaft in der Dritten Liga den dritten Platz und konnte gemeinsam mit der Mannschaft von Delitzsch direkt wieder in die 2. Bundesliga aufsteigen. Nach drei Spielzeiten in der 2. Bundesliga musste die Leipziger Mannschaft erneut in die Dritte Liga absteigen. Die Saison 2022/23 beendete die Mannschaft der L.E. Volleys hinter dem VC Eltmann und dem TSV Grafing auf dem dritten Platz. Aufgrund der Aufstockung der Bundesliga von neun auf zwölf Mannschaften bewarb sich die L.E. Volleys auf einen freien Startplatz in der 2. Bundesliga. Dieser Antrag wurde von der Volleyball-Bundesliga GmbH genehmigt, wodurch die Mannschaft aus Leipzig in der Saison 2023/24 in der Nordstaffel der 2. Bundesliga spielt. Mit den achten Platz gelang der Mannschaft klar der Klassenerhalt als Aufsteiger.
Der Verein L.E. Volleys verfügt aber nicht nur über eine höherklassige Männermannschaft, sondern auch über eine höherklassige Frauenmannschaft, da zur Saison 2013/14 die Volleyballmannschaft vom SSC Leipzig, welche in der Regionalliga Ost spielte, geschlossen zu den L.E. Volleys wechselte und der Verein auch das Startrecht übertragen bekam. Bereits in der 2. Saison im neuen Verein könnte die Mannschaft in der Saison 2014/15 die Meisterschaft in der Regionalliga Ost gewinnen. Trotz des Meistertitels verzichtete man auf den Aufstieg in die Dritte Liga und gewann in der Saison 2016/17 erneut den Meistertitel in der Regionalliga Ost. Erneut verzichtete man auf den verbundenen Aufstieg. In der durch die COVID-19-Pandemie abgebrochenen Saison 2019/20 belegte die Mannschaft aus Leipzig zum Zeitpunkt des Abbruchs den ersten Platz. Nachdem man in der Saison 2021/22, welche auf Grund der Covid-19-Pandemie nur in einer Einfachrunde ausgetragen wurde, hinter den Neuseenland-Volleys Markkleeberg den zweiten Platz belegten, sicherte sich die Leipziger Mannschaft in der Saison 2022/23 den dritten Meistertitel in der Regionalliga Ost.
Diesmal verzichte man nicht auf den mit der Meisterschaft verbundenen Aufstieg, wodurch man ab der Saison 2023/24 in der Dritten Liga spielt. Dort treten die Frauen unter den Namen Emplify Volleys Leipzig an. In der Ost-Staffel der 3. Liga konnte sich die Mannschaft aus Leipzig direkt in der ersten Saison den Vizemeistertitel hinter dem Lokalrivalen Neuseenland-Volleys Markkleeberg sichern.

## Spielstätte
Grundsätzlich trägt die Männermannschaft ihre Spiele in der Sporthalle Brüderstraße  aus. In der Vergangenheit wurden aber auch Spiele vereinzelt in der Ernst-Grube-Halle  und der Arena Leipzig ausgetragen. Während der Sanierung der Sporthalle Brüderstraße zwischen 2014 und 2016 wurde in der Saison 2014/15 die Ernst-Grube-Halle und in der Saison 2015/16 die Sporthalle Leplaystraße  als Ausweichstätte genutzt. Seit dem Drittliga-Aufstieg trägt auch die Frauenmannschaft in der 1.016 Zuschauer fassenden Sporthalle Brüderstraße ihre Heimspiele aus.

## Weitere Mannschaften
Neben den beiden höherklassigen Mannschaften gibt es bei den L.E. Volleys noch drei weitere Männer-, vier weitere Frauen- und zahlreiche Jugend- und Hobbyligamannschaften.